# DECO Laserdisc
DECO Laserdisc es una Placa de arcade creada por Data East destinado a los salones arcade.

## Descripción
El DECO Laserdisc fue lanzado por Data East en 1983, y, como su nombre lo indica, utiliza la tecnología Laserdisc para albergar películas interactivas con una gran calidad visual para la época, pero con una jugabilidad muy limitada, debido a que las imágenes son videos grabados previamente, y no gráficos generados en tiempo real.
El sistema tenía un procesador central M6502 .Para el audio, está destinado el M6502, junto a dos AY-8910, y el lector de Laserdisc eran o el Sony LDP-1000 o el Sony LDP-1000A.
En esta placa funcionaron 3 títulos creados por Data East: Bega's Battle / Genma Taisen, Cobra Command / Thunder Storm y el Road Blaster / Road Avenger.

## Especificaciones técnicas

### Procesador
- M6502

### Audio
- Procesador :
  - M6502
- Chip de sonido :
  - 2 x AY-8910

- Unidad óptica:
  - Sony LDP-1000 / Sony LDP-1000A

## Lista de videojuegos
- Bega's Battle / Genma Taisen
- Cobra Command / Thunder Storm
- Road Blaster / Road Avenger